# Pierre Schumacher
 (octobre 2015).
Si vous disposez d'ouvrages ou d'articles de référence ou si vous connaissez des sites web de qualité traitant du thème abordé ici, merci de compléter l'article en donnant les références utiles à sa vérifiabilité et en les liant à la section « Notes et références ».
Cet article concerne le réalisateur et scénariste français. Pour l'homme politique suisse, voir Pierre Schumacher (homme politique).
Pour les articles homonymes, voir Schumacher.
Pierre Schumacher, né le 31 août 1958 à Paris, est un réalisateur et scénariste français.

## Biographie

### Début
C’est durant l’adolescence que Pierre Schumacher,, découvre le cinéma, notamment grâce à 2001, l'Odyssée de l'espace de Stanley Kubrick. Après son baccalauréat, il sera élève à l’ESRA (École Supérieure de Réalisation Audiovisuelle). Jonny Ebstein, théâtrologue, membre du laboratoire des Arts du spectacle du CNRS et spécialiste de l’expressionnisme allemand, l'initiera à Friedrich Wilhelm Murnau et aux premiers films de Fritz Lang.
Ce parcours dans le cinéma s’accompagne d’une passion pour la photographie qui le mènera à réaliser des clichés aux accents expressionnistes s’inspirant des textes d’Edgar Allan Poe et de H. P. Lovecraft.
Suivront ensuite, des études d’ethnologie à l’UER de Paris VII. Les cours de Najm oud-Dine Bammate (1922-1985), spécialiste du soufisme, l’influenceront fortement. Jacques Brunet (ethnomusicologue, spécialiste de l’Asie du Sud-Est) lui enseignera les Arts du spectacle à Bali (notamment le Wayang Kulit, théâtre d’ombres javanais). Jean Arlaud, cinéaste-ethnologue, quant à lui, lui apprendra la patience, la tendresse, pour partager, avec une caméra, un regard, une attitude, une histoire…
En parallèle à ses études, il rencontrera Jean-Michel Mathonière (historien des compagnonnages et plus particulièrement des compagnons tailleurs de pierre) avec qui il nouera une amitié indéfectible et une passion pour la symbolique.

### Premiers courts-métrages
En 1985, Pierre Schumacher obtient la subvention du Groupe de recherches et d’essais cinématographiques pour un film symbolique sur un homme qui tombe amoureux de la lune. Ce sera Nigra.
En 1987, il co-écrit avec Gérard Grenier le scénario de Conte barbare, un court-métrage qui a pour sujet la folie. Grâce à une subvention du CNC et un pré-achat de France 2, le film se tourne en 1990 avec Dora Doll et Michel Morano. Il lorgne volontiers du côté de Luis Buñuel, du surréalisme et de l’expressionnisme. Le film obtient plusieurs sélections et prix dans les festivals, une prime à la qualité du CNC ainsi qu’une pré-nomination aux Césars 1992.
Télérama qualifiera le film de « Bonheur du jour » lorsqu’il passera sur France 2, le jour de Pâques. Isabelle Fajardo, journaliste à Télérama, écrit :

« Il règne dans ce conte fantastique une lumière de fin du monde. Il y flotte des fumées d'outre-tombe. On y discerne des références bibliques. On y raconte une histoire inquiétante. Celle de M. Penel, enfermé dans la Maison des Lunatiques, un asile psychiatrique onirique. Ses cerbères sont des religieuses coiffées de cornettes ailées, comme des chauve-souris. Elles semblent danser un ballet à la chorégraphie symétrique, dont M. Penel est le centre. M. Penel, lui, se souvient : sa boutique, une charcuterie, et sa femme, dont il ne savait plus si elle était femme ou devenait truie... On a froid dans le dos »

En 1993, Pierre Schumacher, obtient les subventions de l’APCVL (Atelier de Production du Centre Val de Loire) de LARCA Haute-Normandie et de France 2 pour son troisième court-métrage, Histoire d’ombres co-écrit avec Jacques Barbéri. Le sujet est celui d’un polar traité comme une pièce de théâtre d’ombre javanais…
Après ce film, il sera appelé pour de nombreux films de commande et documentaires.

### Documentaires et films de commande
Il réalise des documentaires pour la télévision. Ce sera Paroles de Dragons sur la Garde Républicaine (Grand Prix du Jury du 8e Festival International de L'image des Métiers de Pézenas en octobre 2003, Prix Spécial AVID pour le meilleur montage au festival du Creusot 2004). Suivront, dans la trilogie des Gardes dans le monde, Les Cavaliers du Matin sur la Garde Rouge sénégalaise et Sur les Traces de Bourâq, documentaire ayant pour sujet la Garde Royale du Maroc.
Lors du passage à l’antenne des Cavaliers du Matin, un critique du journal Le Parisien évoquera le film en ces termes :

« Le Sénégal a ses propres Traditions militaires et équestres, héritées à la fois des spahis de l'armée française et de la culture des griots. Pierre Schumacher nous retrace, à travers des textes de Pierre Loti, l’histoire de la garde rouge, un corps d'élite sénégalais. Comme la garde républicaine française, l’ex-garde coloniale remplit des fonctions d’apparat et de police. De magnifiques images nous plongent au cœur de cette Afrique immatérielle, qui plane sans qu’on ne la saisisse, décrite par André Malraux. Le réalisateur s’intéresse à la relation fusionnelle louée par Léopold Sédar Senghor entre le cheval, apanage du pouvoir, et son cavalier. Le ciel, bas et lourd, semble écraser la terre. Les scènes de monte paraissent d’autant plus légères. La séquence finale où le cavalier et son cheval dansent de concert sur une musique traditionnelle est réellement magique »

Le documentaire est pour lui un véritable retour à l’ethnologie. Capter au plus près le réel pour le réécrire, le réinventer ! Au cours des années 2009-2010, il réalise deux autres documentaires sur les photographes Patrick Zachmann (Agence Magnum) et Gérard Uféras (Agence Vue). Ce seront Patrick Zachmann - Chroniques…, à l’occasion de l’exposition à la CNHI, Ma Proche Banlieue, du 26 mai au 30 septembre 2009, et Instants d’Amour, pour l’exposition à la mairie de Paris, Paris d’Amour, du 5 mai au 14 août 2010.
De nombreux stages Actor’s studio effectués avec Jack Garfein lui permettent d’aller à l’essentiel, de retrouver, au travers des êtres, le sens du vrai dans les témoignages recueillis. Rentrer dans l’imaginaire de chacun pour instaurer la véracité d’un témoignage, d’une expérience. C’est dans cette perspective qu’il réalise Évadés du réel, un documentaire sur la maladie d’Alzheimer. Le film a été récompensé par le Grand Prix Louis Lumière au 24e festival du Creusot en 2011.
Il a collaboré avec l’aviatrice Dorine Bourneton et la Fondation Antoine de Saint-Exupéry pour la Jeunesse afin de réaliser le film de promotion, Le Petit Prince, un rêve au bout des doigts,, pour le projet d’édition adaptée du livre Le Petit Prince pour les jeunes aveugles.
Vivre, son film sur les soins palliatifs, a obtenu le Grand Prix du meilleur documentaire au 4e festival Deauville Green Awards en juin 2015,.
Plus d’une cinquantaine de prix vient récompenser son travail. En 2009, il obtient le prix SCAM pour la meilleure œuvre institutionnelle de l'année

### Projets
En parallèle à ces activités de commande, Pierre Schumacher s’attèle avec Jacques Barbéri à l’écriture de son premier long-métrage, Naufragé du réel. Le sujet traite du parcours d'un homme qui oscille entre monde du rêve et réalité. Le scénario est sélectionné au festival de Cannes 2015 par la Maison des scénaristes.
Pierre Schumacher travaille actuellement sur la série Polar-SF, Cerveau direct qu’il élabore, de concert, avec Jacques Barbéri.